# 탑 e스포츠
탑 e스포츠(Top Esports)는 중화인민공화국의 리그 오브 레전드 프로게임단이다.

## 연혁
- 2015년 3월 1일 : 2144 Danmu Gaming 창단
- 2016년 12월 1일 : DAN Gaming으로 팀명 변경
- 2017년 12월 21일 : 탑스포츠 인수 및 Topsports Gaming으로 팀명 변경
- 2019년 5월 15일 : Top Esports로 팀명 변경

## 소속 선수
- 감독 : 루어성
- 코치 : 저우타이제

| 이름     | 소환사명   | 포지션  | 비고 |
| -------- | ---------- | ------- | ---- |
| 위즈한   | Qingtian   | 탑      |      |
| 황런싱   | Wayward    | 탑      |      |
| 왕펑     | Xiaopeng   | 정글    |      |
| 가오텐량 | Tian       | 정글    |      |
| 저우딩   | knight     | 미드    |      |
| 위원보   | JackeyLove | AD 캐리 |      |
| 링쉬     | Mark       | 서포터  |      |

## 주요 성적
- 2144 Danmu Gaming
  - TGA 히어로 오브 시티즈 시즌 8 3위
  - 데마시아 컵 2015 서머 28강
  - 2015 리그 오브 레전드 세컨더리 프로리그 서머 3위
  - 월드 사이버 아레나 2015 4위
  - 2016 리그 오브 레전드 세컨더리 프로리그 스프링 5위
  - 2016 리그 오브 레전드 세컨더리 프로리그 서머 8위
- DAN Gaming
  - 2017 리그 오브 레전드 세컨더리 프로리그 스프링 3위
  - 데마시아 컵 2017 20강
  - 2017 리그 오브 레전드 프로리그 서머 A조 6위
- Topsports Gaming
  - 데마시아 챔피언십 2017 9-15위
  - 2018 리그 오브 레전드 프로리그 스프링 동부 7위
  - 2018 신화 e스포츠 컨퍼런스 우승
  - 2018 리그 오브 레전드 프로리그 서머 6위
  - 네스트 2018 준우승
  - 데마시아 컵 2018 윈터 준우승
  - 2019 리그 오브 레전드 프로리그 스프링 4위
  - 네스트 2019 8강
- Top Esports
  - 리프트 라이벌즈 2019 - 레드 리프트 준우승 (LPL)
  - 2019 리그 오브 레전드 프로리그 서머 3위
  - 데마시아 컵 2019 8강
  - 2020 리그 오브 레전드 프로리그 스프링 준우승
  - 2020 미드 시즌 컵 우승
  - 2020 리그 오브 레전드 프로리그 서머 우승
  - 리그 오브 레전드 월드 챔피언십 2020 4강
  - 데마시아 컵 2020 우승
  - 2021 리그 오브 레전드 프로리그 스프링 4위
  - 2021 리그 오브 레전드 프로리그 서머 공동 7위
  - 데마시아 컵 2021 우승
  - 2022 리그 오브 레전드 프로리그 스프링 준우승
  - 2022 리그 오브 레전드 프로리그 서머 준우승

## 같이 보기
- 리그 오브 레전드 프로리그(LPL)